# Темен
Темен (др.-греч. Τήμενος) — легендарный царь Дориды и Аргоса, из рода Гераклидов, правивший в конце XII — начале XI века до н. э.
Темен был сыном Аристомаха. Ему и его братьям, Кресфонту и Аристодему удалось совершить великое дело завоевания Пелопоннеса, начатое их предками за сто лет до этого. Отец Темена, Аристомах, погиб в одном таком походе.

## Дорийское завоевание
Когда Темен и его братья возмужали, то они обратились к оракулу с вопросом, как им вернуться на свою историческую родину, но он ответил им то же, что говорил прежде их прадеду Гиллу. Тогда Темен стал жаловаться на то, что они уже поступили согласно оракулу, но потерпели лишь одну неудачу. На это оракул ответил, что Гераклиды сами виноваты в своих бедствиях. Они не поняли предсказание. Бог говорил им не о плоде земли, а о третьем поколении людей. После этого Темен собрал своих людей и построил корабли в Локриде, отчего место названо Навпакт. Переправился к Риону.
Бог велел Гераклидам избрать себе в качестве вождя, трёхглазого. Вскоре сыновья Аристомаха встретили Оксила, сына Гемона или Фоанта, который ехал на одноглазом коне (второй глаз у этого коня был выбит стрелой). Поняв смысл оракула, Гераклиды сделали его вождём войска.
В походе, начавшем в 1104 году до н. э., Гераклидам сопутствовала удача. Первым государством, которое они покорили была Сикиония. Здесь стал царём сын Темена, Фалк. Главным противником Гераклидов на Пелопоннесе оставался Тисамен, сын Ореста. Дорийцы напали на его царство и выгнали его вместе с его войском за пределы Арголиды. После этого сыновья Аристомаха поделили между собой земли. Темен по жребию получил Аргос (на алтаре он нашёл как знак жабу).

## Правление
Захватил и укрепил городок Темений и воевал отсюда против Тисамена, там могила Темена. Темен вел длительную войну с лакедемонянами, возвратив аркадцам их земли.
Став царём в Аргосе, Темен стал отдавать предпочтение во время битв Деифонту, сыну Антимаха и правнуку легендарного Геракла, перед своими сыновьями и во всем обращался к нему за советом. Раньше он сделал Деифонта своим зятем, выдав за него свою любимую дочь Гирнефо. Сыновья Темена стали думать, что отец хочет отнять у них царскую власть и передасть Деифонту. Поэтому против Темена был составлен заговор, и старший из его сыновей принял царскую власть. Сыновья Агелай, Еврипил и Каллий наняли убийц и погубили отца. По другой версии, сыновья Кисс, Фалк и Керин устроили заговор, но не убили, а тяжело ранили Темена. Когда народ выступил против царя, он бежал в Тегею и умер там, окруженный почетом. Либо он был тяжело ранен и умер, оставив царство Гирнефо и Деифонту. Также его сыном называется Кейс, который все же стал царем, Керин, Фалк и Агрей, а также Истмий. После того, как их изгнали из Аргоса, эти сыновья (Темениды) основали Македонское царство и были предками македонских царей.
Десятым потомком Темена был Фидон.
Действующее лицо в трагедии Еврипида под названием «Темен» или «Темениды».